# En Mand blandt Mænd
En Mand blandt Mænd er en amerikansk stumfilm fra 1917 af Frank Lloyd.

## Medvirkende
- William Farnum som Frank Deering
- Frank Clark som Dommer Vernon
- Vivian Rich som Grace Vernon
- Brooklyn Keller som Dr. Kendle
- Charles Clary som Henry McCarthy